# Maruška Potepuška
Maruška Potepuška je prva slovenska slikanica brez besedila, ki jo je leta 1977 izdal Marijan Amalietti.

## Vsebina
Maruška Potepuška je sedela pred oknom in čakala, da bo zapadel prvi sneg. Ko je končno začelo snežiti, se je zelo razveselila. Poslovila se je od mame in se s smučmi odpravila na pot. Smučala je skozi vas, čez polja in nazadnje prišla na Triglav. Tam se je v Aljaževem stolpu podpisala v knjigo in se odpravila domov. Med smučanjem se je za njo pričela delati velika kepa snega in ji slediti. Ni je opazila, dokler ni bilo že prepozno in je padla v prepad. A Maruška se ni ustrašila: velik robec je uporabila za padalo ter varno pristala na tleh. Pot do doma je vodila skozi gozd, kjer so se začele grozeče bližati neznane pošasti. Maruška se je pogumno ustavila, jim pokazala jezik in vse do zadnje so zbežale. Okrog nje so se zbrale gozdne živali in se strahopetcem smejale skupaj z njo, nato pa jo varno pripeljale domov. Doma so se je zelo razveselili, saj jih je že skrbelo. V miru so povečerjali, nato pa je Maruška utrujena takoj zaspala. 

## Opis literarnega lika
Maruška Potepuška ni običajna pridna in poslušna deklica, ki se rada doma igra s punčkami, ampak igriva, navihana, pogumna in iznajdljiva.

## Analiza
Likovne dogajalne enote so zasnovane po načelih sodobne pravljice.
"Home-away-home" princip: uvodni in sklepni ilustraciji prikazujeta otrokov vsakdanjik v varnem družinskem okolju, vložena likovna naracija pa razvija domišljijsko, pravljično pustolovščino deklice Maruške, ki se je odpravila na smučarski potep.

## Izdaje
- Marjan Amalietti: Maruška Potepuška. Mladinska knjiga, Ljubljana 1977. (COBISS)
- Marjan Amalietti: Maruška Potepuška. Fenix, Ljubljana 1987. (COBISS)